# (10078) Stanthorpe
(10078) Stanthorpe est un astéroïde de la ceinture principale.

## Description
(10078) Stanthorpe est un astéroïde de la ceinture principale. Il fut découvert le 30 octobre 1989 à Geisei par Tsutomu Seki. Il présente une orbite caractérisée par un demi-grand axe de 2,56 UA, une excentricité de 0,18 et une inclinaison de 13,1° par rapport à l'écliptique.

## Compléments